# Demain est un autre jour (film, 1956)
Pour les articles homonymes, voir Demain est un autre jour.
Pour plus de détails, voir Fiche technique et Distribution.
Demain est un autre jour (There's Always Tomorrow) est un film américain en noir et blanc réalisé par Douglas Sirk, sorti en 1956.

## Synopsis
Clifford Groves est un fabricant de jouets prospère de San Francisco. Il mène une vie trop bien réglée, comme un robot, entre son travail, son épouse, Marion, et leurs trois enfants. Marion est si accaparée par ses enfants qu'elle refuse la surprise imaginée par Cliff pour son anniversaire : une soirée en tête à tête, restaurant et cabaret. Cliff, déçu, reste seul chez lui quand on sonne à la porte : apparaît la collaboratrice de ses débuts, Norma Vail, maintenant à la tête d'une maison de couture à New-York, venue pour quelques jours en Californie. C'est avec elle qu'il passera la soirée. Elle l'interroge sur sa vie, sa famille, son travail, évoque des souvenirs communs. Encore une fois Marion annule un projet commun de week-end au soleil, dans le désert. La cadette a une entorse. Mais elle supplie son mari d'aller s'y détendre et s'y reposer.
Arrivé à l'hôtel, Cliff tombe sur Norma, élégante, vive, enjouée : elle l'entraîne dans une balade à cheval, dans la piscine, sur la piste de danse. Mais le fils aîné de Cliff arrive par surprise, en compagnie de sa fiancée et de deux amis. Il surprend Norma et Cliff, est persuadé d'un adultère et rentre furieux à San-Francisco. Il met sa sœur au courant. Cliff invite Norma à dîner, elle a insisté pour connaître sa famille. Pendant le dîner les aînés sont odieux et grossiers, leur mère les défend.
Peu à peu, Cliff ressent sa vie familiale comme une prison, sa femme comme un puits de routine et d'incompréhension, ses enfants comme des tyrans égoïstes. Et il tombe amoureux de Norma qui l'aime depuis toujours, ils doivent se retrouver. Mais les deux aînés espionnent leur père et se rendent à l'hôtel où Norma séjourne pour lui dire leurs soupçons, leur mépris et leur indignation. Norma écoute, comprend leur désarroi mais leur reproche violemment leur indifférence et leur ingratitude vis-à-vis de leur père. Elle prend la décision de rentrer à New-York, il est trop tard pour elle et Cliff, elle le lui dit. Désespéré il regarde son avion traverser le ciel.

## Fiche technique
- Titre français : Demain est un autre jour
- Titre français alternatif : Il y a toujours un lendemain
- Titre original : There's Always Tomorrow
- Réalisation : Douglas Sirk
- Production : Ross Hunter
- Société de Production et de distribution : Universal Pictures
- Scénario : Bernard C. Schoenfeld, d'après le roman de Ursula Parrott
- Musique : Heinz Roemheld et Herman Stein
- Photographie : Russell Metty
- Montage : William M. Morgan
- Direction artistique : Alexander Golitzen et Eric Orbom
- Décorateur de plateau : Russell A. Gausman et Julia Heron
- Costumes : Jay A. Morley Jr.
- Pays d'origine : États-Unis
- Langue : Anglais
- Format : noir et blanc - 1.85:1 - Son : Mono (Western Electric Recording)
- Genre : Mélodrame
- Durée : 84 min
- Dates de sorties :

Date de sortie :
| UK                   | 11 juillet 1955   |                |
| USA                  | 8 janvier 1956    |                |
| Pays-Bas             | 27 janvier 1956   |                |
| Canada               | 28 janvier 1956   |                |
| Grande-Bretagne      | 16 mars 1956      |                |
| Japon                | 22 mars 1956      |                |
| Espagne              | 26 mars 1956      |                |
| Corée du Sud         | 4 avril 1956      |                |
| Philippines          | 9 avril 1956      |                |
| Italie               | 19 avril 1956     |                |
| Australie            | 26 April 1956     |                |
| Portugal             | 4 mai 1956        |                |
| Finlande             | 18 mai 1956       |                |
| Afrique du Sud       | 29 juin 1956      | (Johannesburg) |
| Belgique             | 3 août 1956       | (Bruxelles)    |
| France               | 28 décembre 1956  | (limited)      |
| Allemagne de l'Ouest | 12 décembre 1973  | (TV premiere)  |
| France               | 19 February 1997  |                |
| Suède                | 27 septembre 2016 | (TV premiere)  |

## Distribution
- Barbara Stanwyck : Norma Miller Vale
- Fred MacMurray : Clifford Groves
- Joan Bennett : Marion Groves
- William Reynolds : Vincent 'Vinnie' Groves
- Pat Crowley : Ann
- Gigi Perreau : Ellen Groves
- Jane Darwell : Mme Rogers
- Race Gentry : Bob
- Myrna Hansen : Ruth
- Judy Nugent : Frances 'Frankie' Groves
- Paul Smith : Bellboy
- Helen Kleeb : Mlle Walker
- Jane Howard : Flower Girl

## Sources
- Demain est un autre jour et l'affiche française du film, sur EncycloCiné

- (en) Cet article est partiellement ou en totalité issu de l’article de Wikipédia en anglais intitulé « There's Always Tomorrow » (voir la liste des auteurs).